# Partizan Powermove
Partizan Powermove war ein serbisches Straßenradsportteam.
Die Mannschaft wurde 2010 gegründet und nahm als Continental Team an den UCI Continental Circuits teil. Manager war Branko Banović, der von den sportlichen Leitern Dusan Banović, Jacques Jolidon und Patrick Gerves unterstützt wird. Hervorgegangen ist das Team aus dem 1945 gegründeten Biciklistički klub Partizan, der Fahrradabteilung der Sportgemeinschaft Partizan in Belgrad. Ende der Saison 2011 wurde die Mannschaft aufgelöst.

## Saison 2011

### Erfolge in der UCI Europe Tour
In den Rennen der Saison 2011 der UCI Europe Tour gelangen die nachstehenden Erfolge.
| Datum        | Rennen                          | Kat. | Fahrer      |
| ------------ | ------------------------------- | ---- | ----------- |
| 30. April    | Mayor Cup                       | 1.2  | Ivan Stević |
| 13.–19. Juni | Gesamtwertung Serbien-Rundfahrt | 2.2  | Ivan Stević |

### Abgänge – Zugänge
| Zugänge                 | Team 2010               | Abgänge                            | Team 2011           |
| ----------------------- | ----------------------- | ---------------------------------- | ------------------- |
| Nebojša Jovanović       | AC Sparta Praha         | Žolt Der                           | Radnički Kragujevac |
| Fotis Antonarakis       | Heraklion Kastro-Murcia | Svetislav Blagojević               | Unbekannt           |
| Nicolas Winter          | Team Nippo              | Predrag Prokić                     | Unbekannt           |
| Julian Rammler          | Team Raleigh            | Ivan Radić                         | Unbekannt           |
| Evangelos Karagiannakis | Cosmote Kastro (2008)   | Jauhen Sobal                       | Unbekannt           |
| Dragan Spasić           | Tzar Simeon-MBN (2006)  | Dimitrios Papaderos (bis 31. Juli) | Unbekannt           |
| Chelly Aristya          | Neoprofi                | Filip Pavlović (bis 31. Juli)      | Unbekannt           |
| Hasan Muhamed Basrahil  | Neoprofi                | Nikola Stefanović (bis 31. Juli)   | Unbekannt           |
| Satria Destian          | Neoprofi                |                                    |                     |
| Charalampos Kastrantas  | Neoprofi                |                                    |                     |
| Dimitrios Papaderos     | Neoprofi                |                                    |                     |
| Filip Pavlović          | Neoprofi                |                                    |                     |

### Mannschaft
| Name                    | Geburtstag        | Nationalität | Team 2012                                |
| ----------------------- | ----------------- | ------------ | ---------------------------------------- |
| Fotis Antonarakis       | 2. August 1987    | Griechenland | Gios-Deyser Leon Kastro                  |
| Chelly Aristya          | 11. November 1991 | Indonesien   |                                          |
| Hasan Muhamed Basrahil  | 29. Oktober 1984  | Indonesien   |                                          |
| Satria Destian          | 5. Dezember 1992  | Indonesien   |                                          |
| Esad Hasanović          | 24. Januar 1985   | Serbien      |                                          |
| Nebojša Jovanović       | 27. März 1983     | Serbien      |                                          |
| Evangelos Karagiannakis | 16. Juni 1989     | Griechenland | Gios-Deyser Leon Kastro                  |
| Charalampos Kastrantas  | 13. März 1991     | Griechenland | Gios-Deyser Leon Kastro                  |
| Nikola Kozomara         | 16. Dezember 1991 | Serbien      |                                          |
| Julian Rammler          | 23. August 1987   | Deutschland  |                                          |
| Dragan Spasić           | 15. Februar 1982  | Serbien      |                                          |
| Ivan Stević             | 12. März 1980     | Serbien      | Salcano-Arnavutköy                       |
| Nicolas Winter          | 15. Februar 1989  | Schweiz      | Atlas Personal-Jakroo                    |
| Jovan Zekavica          | 20. Januar 1991   | Serbien      | BMC-Hincapie Sportswear Development Team |

### Platzierungen in UCI-Ranglisten
UCI Europe Tour 2011
|      | Fahrer            | Punkte |
| ---- | ----------------- | ------ |
| 45.  | Ivan Stević       | 199    |
| 381. | Esad Hasanović    | 41     |
| 418. | Jovan Zekavica    | 38     |
| 601. | Nebojša Jovanović | 21     |

## Platzierungen in UCI-Ranglisten
UCI Asia Tour
| Saison | Mannschaftswertung | Fahrerwertung          |
| ------ | ------------------ | ---------------------- |
| 2010   | 46.                | Nikola Kozomara (143.) |
| 2011   | -                  | -                      |

UCI Europe Tour
| Saison | Mannschaftswertung | Fahrerwertung     |
| ------ | ------------------ | ----------------- |
| 2010   | 52.                | Žolt Der (158.)   |
| 2011   | 42.                | Ivan Stević (45.) |